# Tatjana Matwiejewa
Tatjana Matwiejewa (ros. Татьяна Матвеева; ur. 26 lutego 1985 w Zimie) – rosyjska sztangistka, wicemistrzyni świata, mistrzyni Europy. Obecnie startuje w kategorii do 69 kg.